# 東京都立芝商業高等学校
東京都立芝商業高等学校（とうきょうとりつ しばしょうぎょうこうとうがっこう）は、東京都港区海岸一丁目に所在する都立商業高等学校。通称は「芝商」（しばしょう）。

## 設置学科
- ビジネス科

## 概要
1924年開校。第一商業高校と並んで、東京では初期に開校された商業学校である。簿記等の商学や情報処理等の資格取得指導を行っており、2005年度より8年連続で日商簿記検定1級合格者を輩出している。その他の検定試験も取得を目指し補習を行っている。また生徒指導を徹底して行っている（男子は長髪、染髪は禁止。女子は染髪、化粧、スカートの丈をつめる等は禁止）。近年、就職・進学の割合は共に約50%である。

## 沿革
- 1924年5月 - 東京市立京橋商業學校として開校
- 1930年 - 芝公園4号地仮校舎へ移転
- 1939年4月1日 - 東京市立芝商業學校に改称
- 1941年 - 現在地へ移転
- 1943年 - 都制施行により東京都立芝商業學校に改称
- 1948年4月1日 - 学制改革により東京都立芝商業新制高等学校と改称。商業科を設置
- 1950年4月1日 - 東京都立芝商業高等学校に改称、男女共学開始
- 1972年 - 5階建校舎竣工
- 1986年 - 国際会計科を設置
- 1996年 - 8階建新校舎竣工
- 1999年 - 校内LAN設置（パソコン220台）。文部科学省の光ファイバー網による学校ネットワーク活用方法研究開発事業参加校に指定。（ - 2001年）都の進路指導充実推進校に指定。（ - 2000年）
- 2000年 - 都のインターンシップ推進校に指定。（ - 2002年）
- 2003年 - 都のリーディングコマーシャルハイスクールに指定（ - 2008年）
- 2003年 国際会計科を商業科に統合し授業カリキュラムなどを大幅に変更
- 2004年 - 北区立十条中学校・飛鳥中学校と連携型中高一貫教育を本格的に実施
- 2008年3月 - 定時制課程を閉課

## 交通
- 東日本旅客鉄道 山手線・京浜東北線 浜松町駅 徒歩5分
- ゆりかもめ 竹芝駅 徒歩5分
- 都営地下鉄浅草線・大江戸線 大門駅 徒歩5分

## 学校行事
- 4月 入学式・対面式・部活説明会
- 5月 ホームルーム合宿（1年生）・遠足（2年生）
- 6月 芝商祭（体育部門）
- 10月 修学旅行（2年生）・遠足（1,3年生）
- 11月 芝商祭（芸能部門・展示部門）
- 12月 リーダー研修・芸術鑑賞教室
- 2月 送別会
- 3月 卒業証書授与式・修了式

## 部活動
運動部
- バスケットボール部
- 男子バレーボール部
- 女子バレーボール部
- 硬式テニス部
- ソフトテニス部

- サッカー部
- ダンス部
- バドミントン部
- 卓球部

- 水泳部
- 陸上競技部
- 剣道部
- 弓道部

文化部
- 吹奏楽部
- 軽音楽部
- ワープロ部
- 写真部

- 映画研究部
- マンガ研究部
- コンピュータ部
- ホームメイキング部
- 珠算競技部

- 簿記部
- 美術部
- 華道部
- 放送部
- 演劇部
- 茶道部

## 同好会
- 理科同好会
- 合唱同好会

## 制服
- 冬服 男子：詰襟、女子：ブレザー
- 夏服 男子：ワイシャツ、女子：ベスト

## 特記事項
- 2004年から2012年にかけて、中央大学商学部教員による公認会計士育成のための会計ゼミを実施していた（東京アカウンティング(ＴＡ) プログラム）[1]。
- 東京プランニング・ラボの参加校である。2023年、東京都の商業高校7校(芝商業高校・葛飾商業高校・千早高校・第三商業高等学校・第四商業高等学校・第五商業高等学校・大田桜台高等学校)の生徒は、ヤマザキパンと共同開発を行った。2024年4月、ヤマザキランチパック青春の味（ラムネ風味クリーム＆ホイップ）としてスーパー等で販売された。

## 著名な出身者
- 村田重治（プロ野球選手）
- 蔦谷喜一（画家・塗り絵作家、中退）
- 梶原一騎（漫画原作者、中退）
- 長谷邦夫（漫画家）
- 石橋純一（元NHKアナウンサー）
- 神谷明[2]（声優）
- 永谷嘉男（実業家）
- 山本善之助（写真家）
- 戸塚睦夫（喜劇役者、てんぷくトリオ）
- 桂木洋子（女優）
- 青山一也（俳優・歌手）
- 市村龍（タレント・俳優）
- コニー（歌手、ザ・ヴィーナス ボーカル→東京バップ ボーカル）
- 真部豊（プロボクサー、偕成証券勤務、現マナベボクシングジム会長）
- 柴田直子（プロボクサー）
- 田口良一（プロボクサー）
- 本郷剣斗（俳優）
- 片岡瑞帆（女子ラグビー選手）